# Coppa di Lettonia 2024 (pallavolo femminile)
La Coppa di Lettonia 2024, 8ª edizione della coppa nazionale femminile di pallavolo, si è svolta dal 13 novembre al 14 dicembre 2024: al torneo hanno partecipato sette squadre di club lettoni e la vittoria finale è andata per la prima volta al RSU.

## Formula
La formula ha previsto quarti di finale, semifinali, entrambi giocati con gara di andata e ritorno (in caso di una vittoria a testa si è disputato un golden set) e finale.

## Squadre partecipanti
- Daugavpils Sporta skola
- Jelgava
- LU
- Mārupes
- Rīgas Volejbola skola
- RSU
- RSU II

## Torneo

### Tabellone
|  | Quarti di finale        | Quarti di finale | Quarti di finale      |   |         | Semifinali | Semifinali | Semifinali |  |  | Finale | Finale |  |
|  |                         |                  |                       |   |         |            |            |            |  |  |        |        |  |
|  | Daugavpils Sporta skola | 0                | 0                     |   |         |            |            |            |  |  |        |        |  |
|  | Daugavpils Sporta skola | 0                | 0                     |   |         |            |            |            |  |  |        |        |  |
|  | RSU                     | 3                | 3                     |   |         |            |            |            |  |  |        |        |  |
|  | RSU                     | 3                | 3                     |   | RSU     | 3          | 2          |            |  |  |        |        |  |
|  |                         |                  |                       |   | RSU     | 3          | 2          |            |  |  |        |        |  |
|  |                         |                  | Rīgas Volejbola skola | 1 | 3       |            |            |            |  |  |        |        |  |
|  |                         |                  |                       | 1 | 3       |            |            |            |  |  |        |        |  |
|  |                         |                  |                       |   |         |            |            |            |  |  |        |        |  |
|  |                         |                  |                       |   |         |            |            |            |  |  |        |        |  |
|  |                         | RSU              | 3                     |   |         |            |            |            |  |  |        |        |  |
|  |                         |                  |                       |   |         |            |            |            |  |  |        |        |  |
|  |                         |                  | Mārupes               | 0 |         |            |            |            |  |  |        |        |  |
|  | RSU II                  | 0                | Mārupes               | 0 | 0       |            |            |            |  |  |        |        |  |
|  | RSU II                  | 0                |                       |   |         |            |            |            |  |  |        |        |  |
|  | Mārupes                 | 3                | 3                     |   |         |            |            |            |  |  |        |        |  |
|  | Mārupes                 | 3                | 3                     |   | Mārupes | 2          | 3          |            |  |  |        |        |  |
|  |                         |                  |                       |   | Mārupes | 2          | 3          |            |  |  |        |        |  |
|  |                         |                  | Jelgava               | 3 | 1       |            |            |            |  |  |        |        |  |
|  | LU                      | 0                | Jelgava               | 3 | 1       | 1          |            |            |  |  |        |        |  |
|  | LU                      | 0                |                       |   |         |            |            |            |  |  |        |        |  |
|  | Jelgava                 | 3                | 3                     |   |         |            |            |            |  |  |        |        |  |

 Vincitrice del golden set.

### Risultati

#### Quarti di finale

##### Andata
| 13 novembre 2024 RVS sporta zāle, Riga Durata: 1h:13 - Spettatori: 30                  | LU                      | 0 - 3 | Jelgava | 21-25, 21-25, 22-25 |
| 14 novembre 2024 Daugavpils BJSS sporta zāle, Daugavpils Durata: 0h:54 - Spettatori: ? | Daugavpils Sporta skola | 0 - 3 | RSU     | 15-25, 15-25, 11-25 |
| 14 novembre 2024 RSU Sporta kluba zāle, Riga Durata: 1h:03 - Spettatori: ?             | RSU II                  | 0 - 3 | Mārupes | 19-25, 19-25, 15-25 |

##### Ritorno
| 21 dicembre 2024 Jelgavas novada sporta centrs, Jelgava Durata: 1h:30 - Spettatori: ? | Jelgava | 3 - 1 | LU                      | 25-16, 26-28, 25-14, 25-23 |
| 17 dicembre 2024 RSU Sporta kluba zāle, Riga Durata: 1h:01 - Spettatori: 21           | RSU     | 3 - 0 | Daugavpils Sporta skola | 25-19, 25-19, 25-21        |
| 20 dicembre 2024 Tīraines sporta komplekss, Mārupe Durata: 0h:54 - Spettatori: 15     | Mārupes | 3 - 0 | RSU II                  | 25-15, 25-15, 25-19        |

#### Semifinali

##### Andata
| 27 novembre 2024 Tīraines sporta komplekss, Mārupe Durata: 1h:54 - Spettatori: 35 | Mārupes | 2 - 3 | Jelgava               | 25-27, 25-21, 22-25, 25-15, 16-18 |
| 30 novembre 2024 Olimpiskais Sporta centrs, Riga Durata: 1h:26 - Spettatori: 101  | RSU     | 3 - 1 | Rīgas Volejbola skola | 21-25, 25-23, 25-14, 25-16        |

##### Ritorno
| 5 dicembre 2024 Jelgavas novada sporta centrs, Jelgava Durata: 1h:37 - Spettatori: ? | Jelgava               | 1 - 3 | Mārupes | 24-26, 26-24, 14-25, 23-25 Golden set: 20-25        |
| 4 dicembre 2024 RVS sporta zāle, Riga Durata: 1h:46 - Spettatori: ?                  | Rīgas Volejbola skola | 3 - 2 | RSU     | 31-29, 25-19, 13-25, 24-26, 15-10 Golden set: 11-25 |

#### Finale
| 14 dicembre 2024 Olimpiskais Sporta centrs, Riga Durata: 1h:01 - Spettatori: ? | RSU | 3 - 0 | Mārupes | 25-16, 25-13, 25-18 |

## Statistiche
| Rendimento individuale | Rendimento individuale | Rendimento individuale | Rendimento individuale |
| Pos.                   | Nome                   | Punti                  | Squadra                |
| ---------------------- | ---------------------- | ---------------------- | ---------------------- |
| 1                      | Katrīna Struka         | 75                     | RSU                    |
| 2                      | Rūta Treija            | 52                     | Jelgava                |
| 3                      | Karmena Struka         | 51                     | RSU                    |
| 4                      | Marta Ozoliņa          | 50                     | Mārupes                |
| 5                      | Liene Mellupe          | 49                     | Mārupes                |

| Attacchi vincenti | Attacchi vincenti | Attacchi vincenti | Attacchi vincenti |
| Pos.              | Nome              | Punti             | Squadra           |
| ----------------- | ----------------- | ----------------- | ----------------- |
| 1                 | Katrīna Struka    | 62                | RSU               |
| 2                 | Marta Ozoliņa     | 37                | Mārupes           |
| 2                 | Liene Mellupe     | 37                | Mārupes           |
| 4                 | Monta Urbāne      | 36                | Jelgava           |
| 5                 | Rūta Treija       | 35                | Jelgava           |

| Muri vincenti | Muri vincenti   | Muri vincenti | Muri vincenti |
| Pos.          | Nome            | Punti         | Squadra       |
| ------------- | --------------- | ------------- | ------------- |
| 1             | Simona Rozīte   | 9             | Jelgava       |
| 2             | Karmena Struka  | 8             | RSU           |
| 2             | Monta Urbāne    | 8             | Jelgava       |
| 4             | Darja Tarasenko | 7             | Mārupes       |
| 4             | Milana Hudoļeja | 7             | LU            |

| Battute vincenti | Battute vincenti | Battute vincenti | Battute vincenti |
| Pos.             | Nome             | Punti            | Squadra          |
| ---------------- | ---------------- | ---------------- | ---------------- |
| 1                | Rūta Treija      | 13               | Jelgava          |
| 2                | Karmena Struka   | 11               | RSU              |
| 3                | Katrīna Struka   | 10               | RSU              |
| 4                | Milana Hudoļeja  | 8                | LU               |
| 4                | Anželika Ivanova | 8                | RSU              |
| 4                | Marta Ozoliņa    | 8                | Mārupes          |